# Паметник на Прометей (Сочи)
Паметникът на Прометей в популятния курортен град Сочи е построен на върховете на „Орловите скали“ и е посветен на титана Прометей, откраднал и дарил огъня на хората.
Намира се близо до скалатите. Автор на проекта е омският скулптор Александър Капралов през 1998 г., който има тегло от 16 t. Мястото с отредено поради наличието на легенди сред коренното население, твърдящи, че именно на тези скали е бил прикован, възпетия от Есхил герой. Прикованият Прометей от легендите бил охраняван от владетеля Ахын, живял в района на планината Ахун, разположена срещу „Орловите скали“. Намерила се е девойка, наречена Агура, която се смилила над страданията на бога и му давала да пие вода и лекувала раните му. Разгневеният самодържец Зевс за назидание я хвърлил от скалите. Така, според разказаните легенди се появава името на планината и това на Агурските водопади, намиращи се наблизо.